# Warmonger
Warmonger war eine italienische Thrash-Metal-Band aus Padua, die 2001 gegründet wurde und sich 2008 auflöste.

## Geschichte
Die Band wurde im Jahr 2001 gegründet und entstand aus dem Zerfall der Gruppen Warpath und Deathfreak. Kurz nach der Gründung schlossen sich regionale Auftritte sowie im Norden Italiens an. Zudem wurden Auftritte in Deutschland wie etwa auf den dritten Walpurgis Metal Days in Passau oder im Mosh Club in Chemnitz abgehalten. 2002 erschien ein erstes Demo namens Marching on the Warpath, dem sich 2003 die Single Berr Maniac anschloss. Zudem erschien 2006 eine Split-Veröffentlichung Thrashing War Mechanism mit der befreundeten Band Death Mechanism. Im Jahr 2008 löste sich die Band auf. Die bereits aufgenommene EP Escalation of Violence blieb daraufhin unveröffentlicht. 2009 erschien das Album Rites of Vengeance bei High Roller Records mit einer Auflage von 500 Stück. Das Album enthält Lieder aus den Jahren 2005 und 2006. Die Aufnahmen und das Abmischen hatten im Januar 2005 im Majestic Studio stattgefunden. Das Material war dann im Januar 2006 von Marino De Angeli nochmal neu abgemischt worden. In ihrer Karriere ist die Gruppe unter anderem zusammen mit Tankard, Desaster, Onslaught, Piledriver, Zemial, Artillery, Assassin, Death SS und Pungent Stench aufgetreten.

## Stil
In der Rezension von Victor Varas auf zombieritualzine.wordpress.com wird die Musik auf Rites of Vengeance als aggressiver Thrash Metal bezeichnet, der durch US-amerikanische Bands beeinflusst worden sei. Die Songs würden meist schnell gespielt werden und auch einen Heavy-Metal-Einfluss aufweisen.

## Diskografie
- 2002: Marching on the Warpath (Demo, Eigenveröffentlichung)
- 2003: Beer Maniac (Single, Warlord Records)
- 2004: Mors tua, vita mea (Single, Warlord Records)
- 2006: Thrashing War Mechanism (Split mit Death Mechanism)
- 2009: Rites of Vengeance (Album, High Roller Records)